# Centroclisis mordax
Centroclisis mordax is een insect uit de familie van de mierenleeuwen (Myrmeleontidae), die tot de orde netvleugeligen (Neuroptera) behoort. 
Centroclisis mordax is voor het eerst wetenschappelijk beschreven door Navás in 1912.